# Strömmande media
Strömmande media (engelska: streaming), streaming, streamning eller strömning är uppspelande av ljud- och videofiler på mottagarens enhet samtidigt som de överförs över ett nätverk, till exempel internet. Strömning används till exempel både för uppspelning av lagrade filer från webbplatser och för mottagning av direktsända evenemang på internet.

## Etymologi
Engelskans streaming finns belagt i svenskan från 1997. Den försvenskade stavningen streamning förespråkas framför streaming i SAOL. Svenska datatermgruppen förespråkar den svenska översättningen strömmande, exempelvis "strömmande video". På svenska heter det därmed att streama eller strömma.

## Användningsområden

### Musik, radio, poddar och ljudböcker
Man kan strömma från de flesta radiokanalers webbplatser,[källa behövs] och får då musiken uppspelad samtidigt som den sänds i etern. Det finns även tjänster där lyssnaren väljer ut vilken musik den vill lyssna på, gör egna spellistor och väljer från en databas med musik. Några sådana kända tjänster är Spotify och Apple Music. Det finns även tjänster som Internet Archive och Jamendo som gratis erbjuder innehåll både för nedladdning och som strömmande media.

### TV och video
Ett vanligt användningsområde för strömning är webb-TV. De flesta TV-kanaler erbjuder någon form av strömningstjänst eller playtjänst där man i datorn, mobiltelefonen eller på surfplattan kan se på program som har sänts eller direktsänds. Andra kända tjänster inom strömning, där man kan se på serier och filmer är Netflix, Viaplay, C More och HBO Nordic. I och med smart-TV:n intåg är det även möjligt att ta del av dessa tjänster via TV:n. Det är vanligt att gamer liveströmmar när de spelar spel, till exempel genom tjänster som Twitch.

### Affärsinformation
Principen bakom strömmande affärsinformation är densamma som den bakom strömmande film- och musiktjänster, dvs. att användaren ska kunna söka upp och direkt strömma information i realtid. Tjänsterna för strömmande affärsinformation förekommer ofta i webbaserade säljverktyg där säljare vill ha tillgång till konstant uppdaterad affärsdata, exempelvis kreditinformation och kontaktuppgifter till nuvarande eller potentiella kunder.

## Olika strömningsmetoder

### Progressiv strömning
Progressiv strömning, även känd som progressiv nedladdning, syftar på uppkopplad media som användare kan titta på medan filerna laddas ner. Användaren kan spela den del av filen som har laddats ner vid en angiven tidpunkt men kan inte hoppa framåt till de delar som ännu inte har laddats ner. 

### Strömning
Leverans med strömning sker i realtid, så den passar bra för direktsända händelser. Den stödjer även slumpmässig åtkomst av material, vilket gör att användaren har möjlighet att spola fram till andra delar av filmen som kan vara av särskilt intresse.

## Statistik
Strömning och att lyssna digitalt har ökat kraftigt under 2010-talet. Enligt Eurostat låg Sverige, Finland och Grekland i topp när musiklyssnandet över internet mättes år 2018. Snittet bland EU-länderna låg på 56 procent. En svensk undersökning från 2019 visade att 87 procent av de svenska internetanvändarna lyssnade på musik över internet. Det är en siffra som fördubblats sedan 2007 då det digitala musiklyssnandet låg på 45 procent i Sverige. Undersökningen visade vidare att 70 procent använde Spotify, 61 procent lyssnade på radio över internet, 55 procent lyssnade på poddar och 33 procent lyssnade på ljudböcker. 86 procent av de svenska internetanvändarna tittade på video eller TV digitalt.

## Juridisk status i Sverige
I 11 a § upphovsrättslagen finns en bestämmelse om tillfälliga exemplar. Sådana "får framställas, om framställningen utgör en integrerad och väsentlig del i en teknisk process och om exemplaren är flyktiga eller har underordnad betydelse i processen". Sådan framställning av exemplar är dock tillåten bara om det enda syftet med framställningen är att möjliggöra
- 1. överföring i ett nät mellan tredje parter via en mellanhand, eller
- 2. laglig användning, dvs. användning som sker med tillstånd från upphovsmannen eller dennes rättsinnehavare, eller annan användning som inte är otillåten enligt denna lag.

Angående begreppet "laglig användning" anges följande i förarbetena: "Exempelvis hindrar inte upphovsrätten att någon tittar och/eller lyssnar på ett verk, eftersom att enbart titta och/eller lyssna på ett verk inte utgör ett upphovsrättsligt relevant förfogande. Det innebär att om någon vid webbläsning bland annat tar del av olagligt utlagda verk så kan han eller hon ändå åberopa inskränkningen. Oavsett om det är fråga om lagligt eller olagligt material ger bestämmelsen förstås inte någon rätt att ladda ner och spara kopior av verk, eftersom bestämmelsen endast gäller för tillfälliga former av exemplar." (Prop 2004/05:110 s 382).

## Effekter på musikindustrin
För moderna musiklyssnare har strömmande musik (bland annat via Spotify) tagit över mycket av de tidigare skivinköpen. Man lyssnar på musik över internet, bland annat för att man är nästan ständigt uppkopplad mot internet. En undersökning från 2019 visade att 57 procent av de svenska internetanvändarna betalade för digitala abonnemang på musik.
För musikbolag (tidigare skivbolag) och artister innebär de nya lyssningsvanor helt nya utmaningar, bland annat för att inkomsterna inte kommer direkt vid ett "skivsläpp" utan mer utspritt över tid.  För många artister, kan det också innebära en betydligt lägre nivå på inkomsterna. Beroende på hur avtalet mellan bolag/artist och strömningstjänst är skrivet kan en halv miljon lyssningar motsvara 200 CD-skivor.

## Källhänvisningar
1. 1 2  Svenska Akademiens ordböcker (SAOL, SO och SAOB) på Svenska.se: streaming
2. ↑  ”Strömmande”. www.termado.com. Svenska datatermgruppen. https://www.termado.com/DatatermSearch/?ss=str%25u00f6mmande. Läst 20 juni 2021.
3. ↑  Svenska Akademiens ordböcker (SAOL, SO och SAOB) på Svenska.se: streama
4. ↑  Andersson, L: http://www.alltomcrm.se/vad-ar-crm/streaming-business/ (webbsida)
5. ↑  Isberg, J: ”Arkiverade kopian”. Arkiverad från originalet den 6 juli 2013. https://archive.is/20130706111657/http://www.lundalogik.se/crm/handfasta-crm-tips/streaming-business/. Läst 2 februari 2015. (webbsida)
6. 1 2  ”Mediekonsumtion – Titta, lyssna och läsa digitalt”. Svenskarna och internet 2019. Internetstiftelsen. https://svenskarnaochinternet.se/rapporter/svenskarna-och-internet-2019/mediekonsumtion-titta-lyssna-och-lasa-digitalt/. Läst 20 november 2019.
7. ↑  Johansson, Daniel (2013-10-21): "Halv miljon klick kan motsvara 200 CD-skivor". svt.se. Läst 7 mars 2015.